# Premjer Liha 2012/13
Het seizoen 2012/13 van de Premjer Liha is het 21ste seizoen van de hoogste Oekraïense voetbalcompetitie sinds het oprichten van de Premjer Liha. Aan de competitie doen 16 teams mee. De lijst van teams is op twee plekken anders dan het vorige seizoen. Obolon Kiev en PFK Oleksandrija degradeerden vorig seizoen naar de Persja Liha en deze clubs werden vervangen door Hoverla-Zakarpattja en Metaloerh Zaporizja. Shakhtar Donetsk werd voor het 4de jaar op rij kampioen.

## Teams
De volgende teams spelen in de Premjer Liha tijdens het seizoen 2012/13.
| Club                          | Plaats          | Stadion                            | Cap    |
| ----------------------------- | --------------- | ---------------------------------- | ------ |
| Arsenal Kiev                  | Kiev            | Valeri Lobanovskystadion           | 16.873 |
| Dinamo Kiev                   | Kiev            | Olimpiysky National Sports Complex | 70.050 |
| Dnipro Dnipropetrovsk         | Dnjepropetrovsk | Dnipro Arena                       | 31.003 |
| Hoverla-Zakarpattja Oezjhorod | Oezjhorod       | Avanhard-stadion                   | 12.000 |
| Illitsjivets Marioepol        | Marioepol       | Illitsjivets-stadion               | 12.680 |
| Karpaty Lviv                  | Lviv            | Oekrajina-stadion                  | 34.915 |
| Kryvbas Kryvy Rih             | Kryvy Rih       | Metalloerg-stadion                 | 29.782 |
| Metalist Charkov              | Charkov         | Metaliststadion                    | 38.633 |
| Metaloerh Donetsk             | Donetsk         | RSK Olimpiejsky (Lokomotyv)        | 25.093 |
| Metaloerh Zaporizja           | Zaporizja       | Slavutytsj Arena                   | 11.983 |
| Shakhtar Donetsk              | Donetsk         | Donbas Arena                       | 51.504 |
| Tavrija Simferopol            | Simferopol      | Lokomotyv Stadion                  | 19.978 |
| Tsjornomorets Odessa          | Odessa          | Tsentralny-stadion                 | 34.362 |
| Volyn Loetsk                  | Loetsk          | Avangard                           | 11.800 |
| Vorskla Poltava               | Poltava         | Vorskla-stadion                    | 25.000 |
| Zorja Loehansk                | Loehansk        | Avanhard-stadion                   | 22.179 |

## Ranglijst

### Stand
Bijgewerkt t/m 14 mei 2013 
| Pos | Club                   | Gs | W  | G | V  | Pnt | Dv | Dt | Ds  |
| --- | ---------------------- | -- | -- | - | -- | --- | -- | -- | --- |
| 1   | Shakhtar Donetsk K     | 29 | 24 | 4 | 1  | 76  | 78 | 18 | +60 |
| 2   | Metalist Charkov       | 29 | 20 | 5 | 4  | 65  | 58 | 24 | +34 |
| 3   | Dinamo Kiev            | 29 | 19 | 2 | 8  | 59  | 52 | 23 | +29 |
| 4   | Dnipro Dnipropetrovsk  | 29 | 15 | 8 | 6  | 53  | 47 | 27 | +20 |
| 5   | Metaloerh Donetsk      | 29 | 14 | 7 | 8  | 49  | 45 | 31 | +14 |
| 6   | Kryvbas Kryvy Rih      | 29 | 12 | 7 | 10 | 43  | 36 | 38 | -2  |
| 7   | Tsjornomorets Odessa   | 29 | 12 | 6 | 11 | 42  | 32 | 36 | -4  |
| 8   | Illitsjivets Marioepol | 29 | 10 | 8 | 11 | 38  | 30 | 25 | +5  |
| 9   | Arsenal Kiev           | 29 | 10 | 8 | 11 | 38  | 34 | 41 | -7  |
| 10  | Tavrija Simferopol     | 29 | 10 | 5 | 14 | 35  | 27 | 43 | -16 |
| 11  | Zorja Loehansk         | 29 | 9  | 7 | 13 | 34  | 29 | 43 | -14 |
| 12  | Vorskla Poltava        | 29 | 7  | 7 | 15 | 28  | 28 | 36 | -8  |
| 13  | Karpaty Lviv           | 29 | 7  | 5 | 17 | 26  | 36 | 51 | -15 |
| 14  | Volyn Loetsk           | 29 | 6  | 8 | 15 | 26  | 23 | 45 | -22 |
| 15  | Hoverla                | 29 | 5  | 7 | 17 | 22  | 29 | 54 | -25 |
| 16  | Metaloerh Zaporizja    | 29 | 1  | 8 | 20 | 11  | 12 | 61 | -49 |

### Legenda
| Kleur | Kwalificatie voor                                                        |
| ----- | ------------------------------------------------------------------------ |
|       | Champions League, Groepsfase                                             |
|       | Deelname 3e kwalificatieronde UEFA Champions League                      |
|       | Europa League, play-off ronde                                            |
|       | Europa League, 3e voorronde                                              |
|       | Verliezend finalist Oekraïense voetbalbeker; Europa League, 2e voorronde |
|       | Degradatie naar de Persja Liha                                           |

## Statistieken

### Topscorers
| nr | Speler             | Club                  | Goals |
| -- | ------------------ | --------------------- | ----- |
| 1  | Henrich Mchitarjan | Shakhtar Donetsk      | 22    |
| 2  | Brown Ideye        | Dinamo Kiev           | 16    |
| 3  | Cleiton Xavier     | Metalist Kharkiv      | 14    |
| 4  | Júnior Moraes      | Metallurg Donetsk     | 11    |
| 5  | Jonathan Cristaldo | Metalist Kharkiv      | 9     |
| 5  | Giuliano           | Dnipro Dnipropetrovsk | 9     |
| 5  | Alex Teixeira      | Shakhtar Donetsk      | 9     |
| 5  | Dramane Traoré     | Metallurg Donetsk     | 9     |
| 5  | Andriy Yarmolenko  | Dinamo Kiev           | 9     |
| 10 | Aleksey Antonov    | Kryvbas Kryvy Riga    | 8     |
| 10 | Lucas              | Karpaty Lviv          | 8     |
| 10 | Sergey Samodin     | Kryvbas Kryvy Riga    | 8     |

### Nederlanders actief
Het betreft hier de Nederlanders die minuten hebben gemaakt in het seizoen 2012/13 in de Premjer Liha. 
| Naam             | Club              | Minuten | Wedstrijden | Doelpunten | Assists |
| ---------------- | ----------------- | ------- | ----------- | ---------- | ------- |
| Gregory Nelson   | Metaloerh Donetsk | 1649'   | 25          | 4          | 0       |
| Lorenzo Ebecilio | Metaloerh Donetsk | 278'    | 6           | 0          | 0       |

2012/13 · 2013/14 · 2014/15 ·  2015/16 · 2016/17 · 2017/18 · 2018/19 · 2019/20 · 2020/21